# Psylla torrida
Psylla torrida är en insektsart som beskrevs av Crawford 1914. Psylla torrida ingår i släktet Psylla och familjen rundbladloppor. Inga underarter finns listade i Catalogue of Life.